# Lifjord – Der Freispruch
Lifjord – Der Freispruch (Originaltitel: Frikjent, Übersetzung: Freispruch, internationaler Vermarktungstitel: Acquitted) ist eine norwegische Fernsehserie. Die deutsche TV-Premiere der Serie erfolgte am 4. Februar 2016 bei Sony Entertainment Television. Der Film wurde im Ort Årdalstangen am Årdalsfjord, einem östlichen Arm des Sognefjords, und in dessen Umgebung gedreht. Manche Szenen entstanden in Lærdal am Lærdalsfjord.
2016 wurde auf TV 2 (Norwegen) eine zweite Staffel mit 8 Episoden ausgestrahlt.

## Inhalt

### Staffel 1
Aksel Borgen, vor seiner Namensänderung Aksel Nilsen (Nicolai Cleve Broch), wurde vor 20 Jahren für den Mord an der 18-jährigen Karine Haansteen der Prozess gemacht. Dieser ging jedoch mit dem bezeichnenden Freispruch aus. Gebrandmarkt verschwindet er aus seinem Heimatort Lifjord in Norwegen und macht Karriere in Asien. Mit seiner Ehefrau Angeline und seinem Sohn lebt er als erfolgreicher Geschäftsmann in Kuala Lumpur.
Eines Tages wird er durch seine Arbeit mit seiner Vergangenheit konfrontiert: William Haansteen bittet ihn um ein Investment in die finanziell angeschlagene Solarfirma in Lifjord. Aksel fliegt nach Norwegen, wo alte Fehden erneut aufkeimen und Eva Haansteen, die Mutter der getöteten Karine, ihn erbittert bekämpft.

### Staffel 2
Nach einem unerhörten Geständnis wird William Hansteen der Prozess gemacht. Aksel hofft, dass die Wahrheit ans Licht kommt und er endlich von dem alten Verdacht reingewaschen wird. Er erhält Unterstützung von Staatsanwältin Amina Sahir, die jeder Spur nachgeht, die Aksel entlastet.
Eva Haansteen ist jedes Mittel recht, um ihren Ehemann William vor der Haft zu bewahren. Sie beginnt eine Affäre mit dem Polizisten Finn Kristoffersen, der belastende Beweise verschwinden lassen soll.
Als ein weiteres Mädchen stirbt, konzentrieren sich die Ermittlungen erneut auf die Familie Nilsen: Aksels Bruder Erik wird verhaftet. Allein auf sich gestellt, versucht Aksel verzweifelt sich selbst und seinen Bruder vom Tatverdacht zu befreien.

## Besetzung und Synchronisation
Die Synchronisation wurde von Scalamedia unter der Regie von Kathrin Gaube und nach den Drehbüchern von Stefan Evertz durchgeführt.
| Figur                 | Schauspieler          | Synchronisation    |
| --------------------- | --------------------- | ------------------ |
| Aksel (Nilsen) Borgen | Nicolai Cleve Broch   | Manou Lubowski     |
| Eva Hansteen          | Lena Endre            | Elisabeth Günther  |
| William Hansteen      | Ingar Helge Gimle     | Thomas Rauscher    |
| Mai-Britt Nilsen      | Anne Marit Jacobsen   | Marion Hartmann    |
| Erik Nilsen           | Tobias Santelmann     | Marc Stachel       |
| Tonje Sandvik         | Synnøve Macody Lund   | Shandra Schadt     |
| Angeline Borgen       | Elaine Tan            | Christine Stichler |
| Svein Eriksen         | Fridtjov Såheim       | Tobias Lelle       |
| Lars Hansteen         | Henrik Rafaelsen      | Jakob Riedl        |
| Inger Moen Hansteen   | Ellen Dorrit Petersen | Claudia Lössl      |
| Helene Hansteen       | Susanne Boucher       | Marcia von Rebay   |
| Tim Borgen            | Mathias Romano        |                    |
| Finn Kristoffersen    | Øystein Røger         |                    |
| Amina Sahir           | Amrita Acharia        |                    |

## Rezeption
Lifjord ist bislang die erfolgreichste Serie des norwegischen Fernsehkanals TV2. Die Produktion wurde in mehr als 50 Länder verkauft, fast 40 % der Norweger sahen die erste Folge.

## Vertrieb
International wird die Serie durch FremantleMedia vertrieben.